# Filip Topol & Agon Orchestra
Filip Topol & Agon Orchestra je sólové album Filipa Topola v doprovodu Agon Orchestra. Obsahuje jedenáct známých písní Psích vojáků ve zvláštní hudební úpravě Petra Kofroně. Autorem všech textů je Filip Topol. Album bylo nahráno v červenci 2001 v pražském Divadle Archa a na konci roku vydáno.
Psí vojáci a Agon Orchestra spolupracovali už dříve, na jaře roku 2000 zazněly na společných koncertech první orchestrální úpravy písní Psích vojáků (A mluvil hlas, Krasobruslař a Kruhy).

## Seznam písní
1. Kruhy – 6:10
2. Krasobruslař – 4:10
3. Houpačka – 5:37
4. Černý sedlo – 5:04
5. A mluvil hlas – 5:30
6. Brutální lyrika – 3:58
7. Chce se mi spát – 4:45
8. Prší 4 – 4:36
9. Ploužák – 5:21
10. Žiletky – 5:18
11. Russian Mystic Pop op.IV – 4:41

## Složení
- Filip Topol – zpěv (1–10)
- Agon Orchestra, dirigent Petr Kofroň (1–11)